# 当帰湯
当帰湯（とうきとう）は漢方方剤のひとつ。冷え性で体力中等度以下の虚弱体質、上腹部から胸部にかけ疼痛のある場合に用いる。出典は『千金方』。

## 効果・効能
背中に冷感があり、腹部膨満感や腹痛のあるものに使用。

## 適応症
肋間神経痛、心臓神経症、過敏大腸症、慢性膵炎、狭心症

## 組成
当帰（とうき）5.0、半夏（はんげ）5.0、芍薬（しゃくやく）3.0、厚朴（こうぼく）3.0、桂枝（けいひ）3.0、人参（にんじん）3.0、乾姜（かんきょう）1.5、黄耆（おうぎ）1.5、山椒（さんしょう）1.5、甘草（かんぞう）1.0

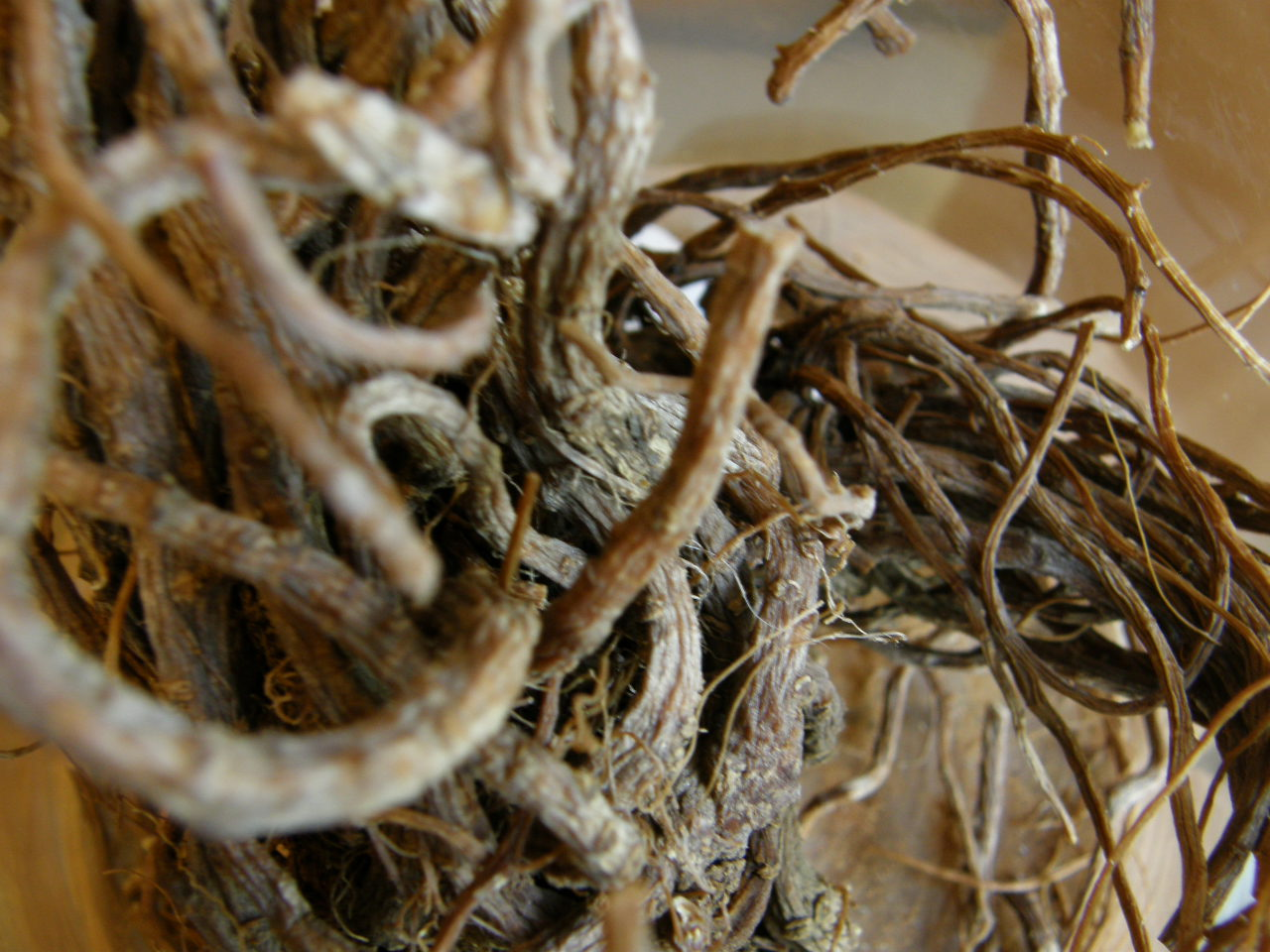
当帰
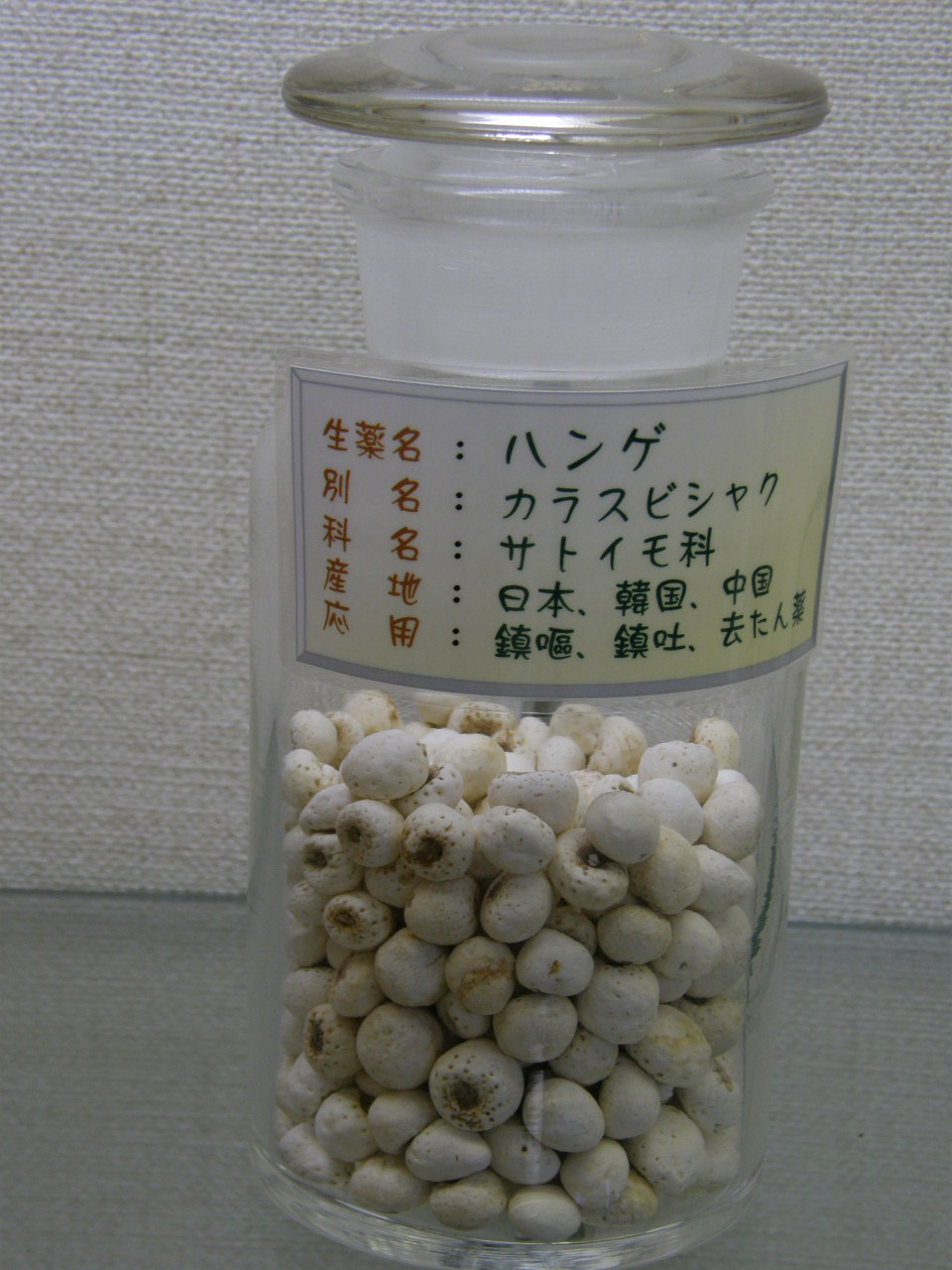
半夏
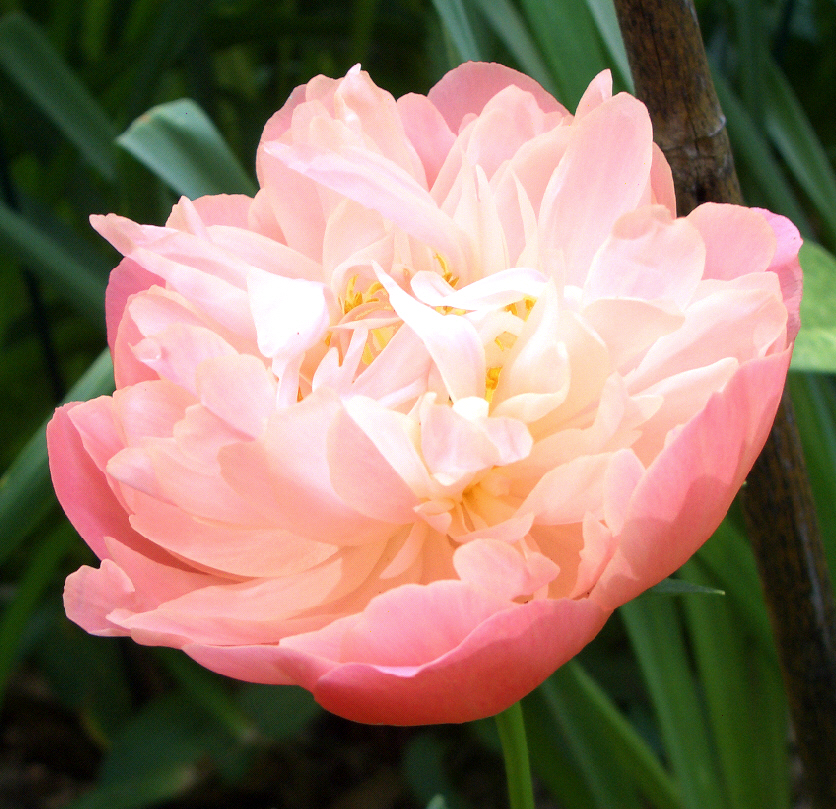
芍薬
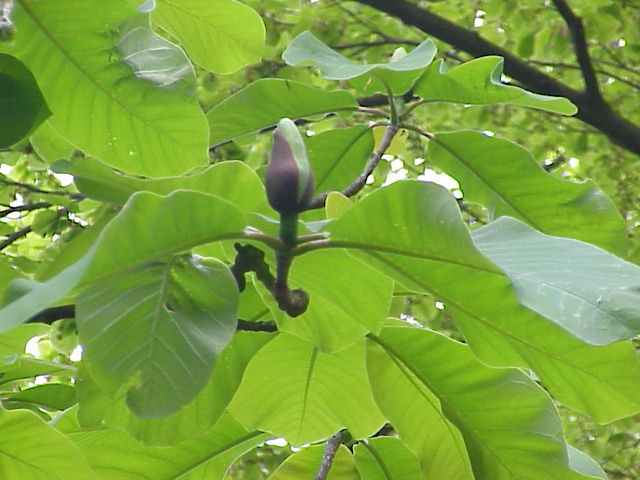
厚朴
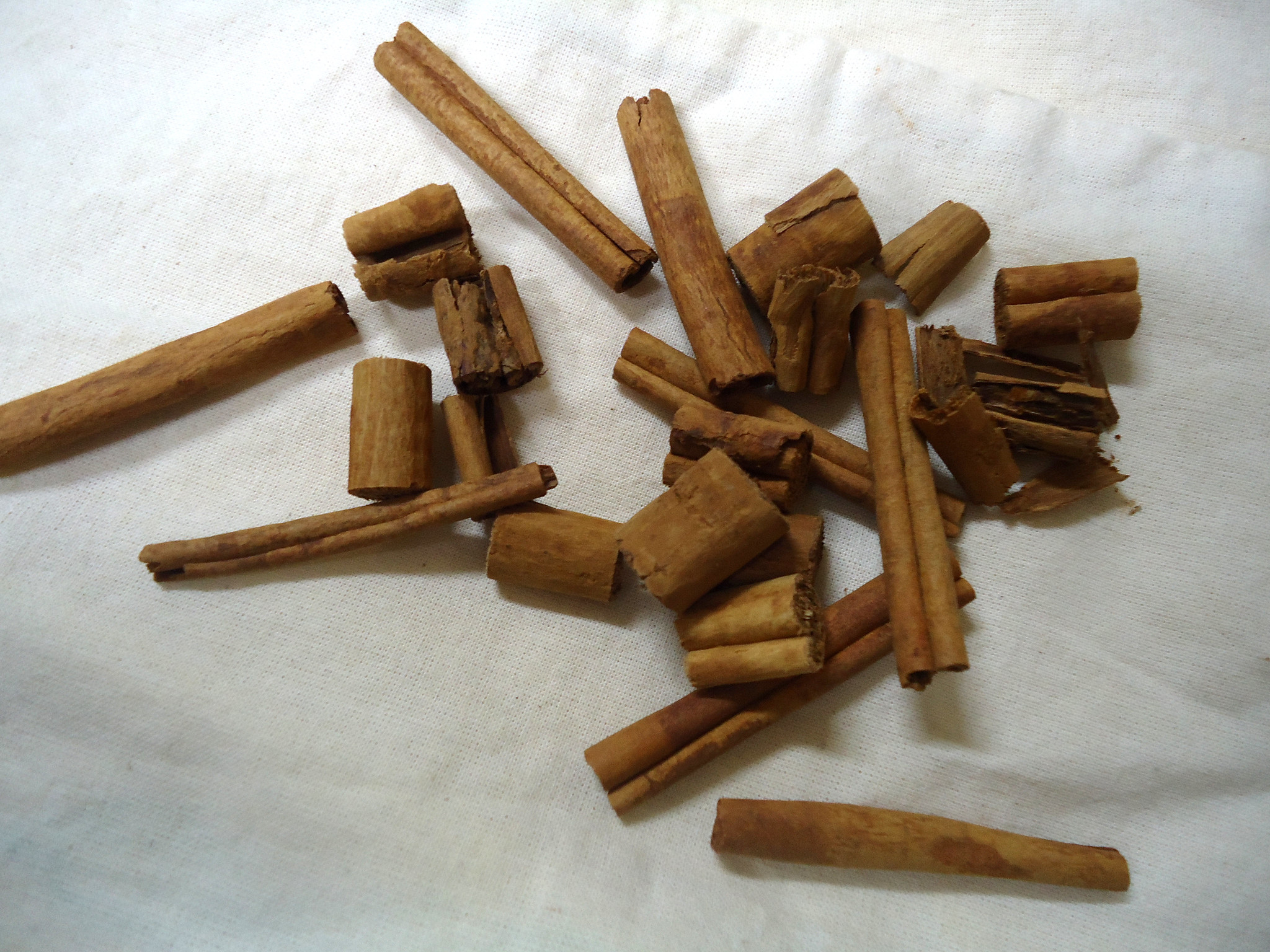
桂枝
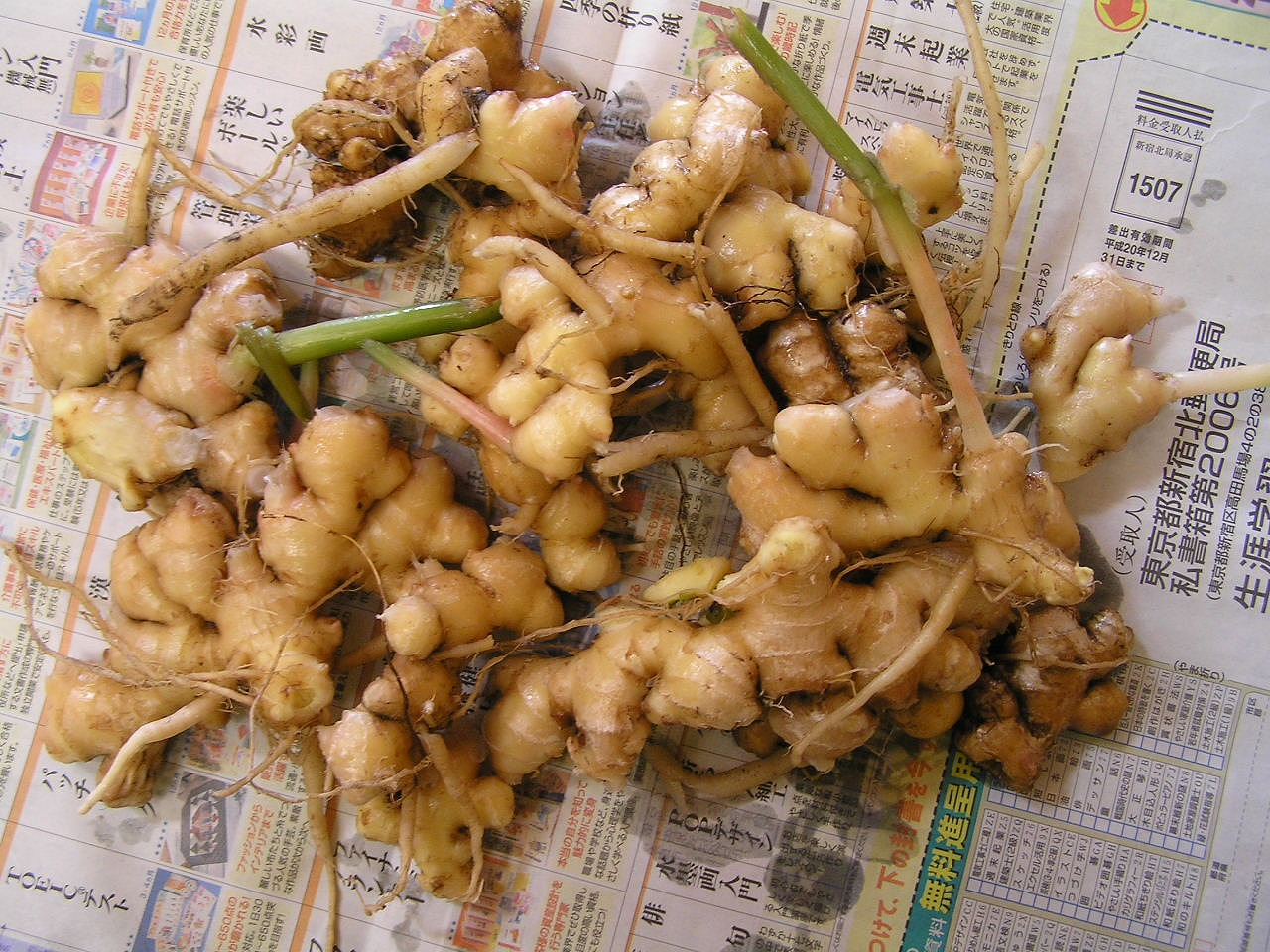
乾姜
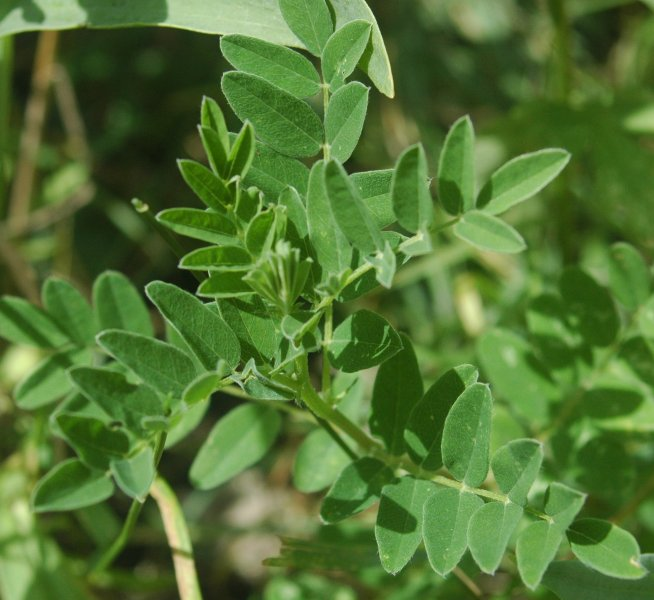
黄耆
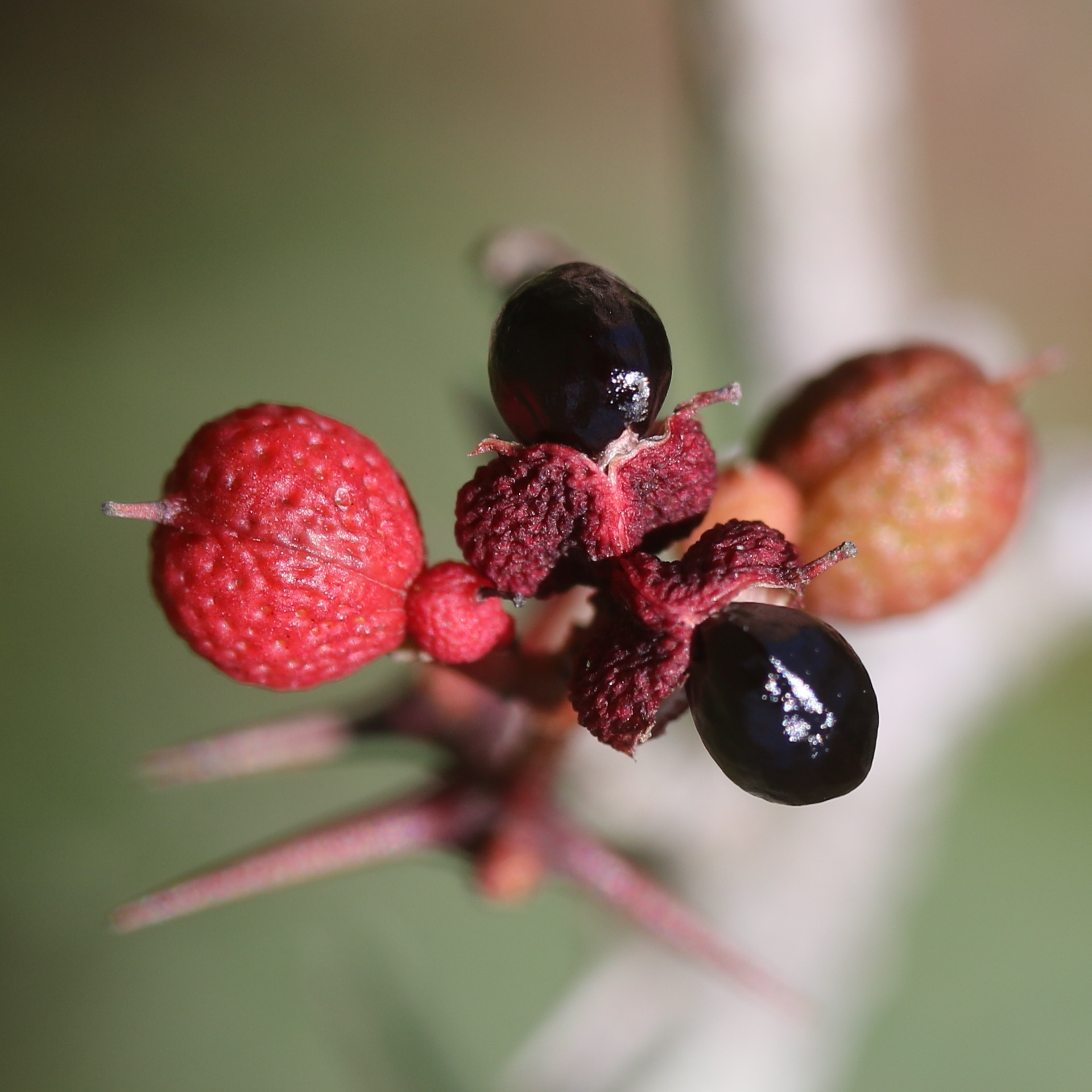
山椒
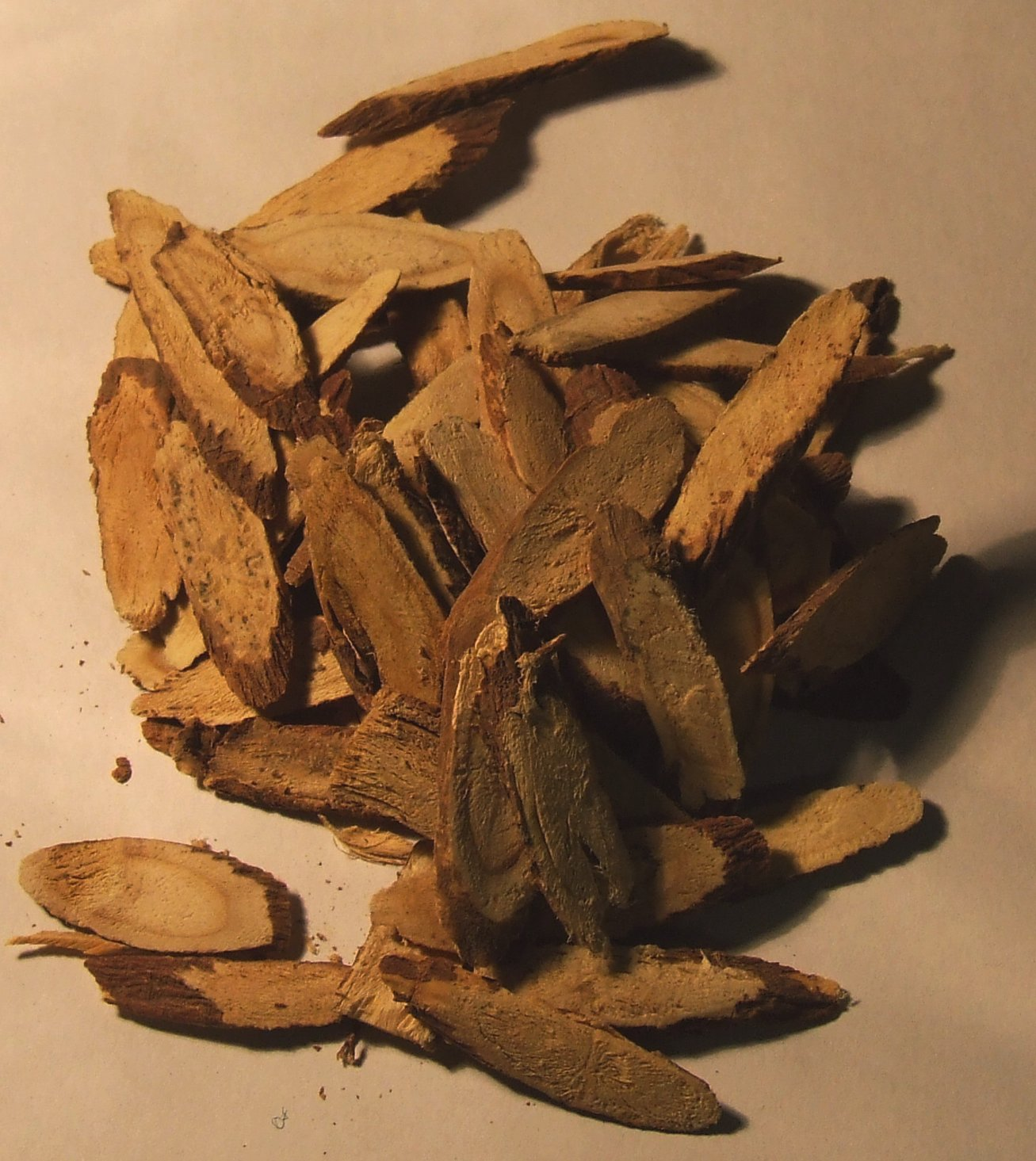
甘草

## 慎重投与
次の患者には慎重に投与する。
1. 著しく胃腸の虚弱な患者
2. 食欲不振、悪心、嘔吐のある患者

## 相互作用

### 併用注意
次の薬剤との併用により、偽アルドステロン症、ミオパシーが出現しやすくなる。
1. 甘草含有製剤
2. グリチルリチン酸及びその塩類を含有する製剤

## 副作用
次の副作用がある。

### 重大な副作用
偽アルドステロン症、ミオパシー

### その他
発疹、発赤、掻痒、蕁麻疹、食欲不振、胃部不快感、悪心、下痢

## 注意事項
高齢者は生理機能が低下し、妊産婦、小児は安全性が未確立であり、注意が必要である。